# Liste des chefs du gouvernement égyptien
Le président du Conseil des ministres d'Égypte, souvent appelé Premier ministre d'Égypte, est le chef du gouvernement égyptien,,. Ce poste a été créé en août 1878 par le khédive Ismaïl Pacha.

## Khédivat d'Égypte (1878-1914)
- 28 août 1878 - 23 février 1879 : Nubar Pacha
- 23 février 1879 - 10 mars 1879 : Ismaïl Pacha
- 10 mars 1879 - 7 avril 1879 : Tewfik Pacha
- 7 avril 1878 - 18 août 1879 : Mohammad Charif Pacha
- 18 août 1879 - 21 septembre 1879 : Tewfik Pacha
- 21 septembre 1879 - 10 septembre 1881 : Riyad Pacha
- 14 septembre 1881 - 4 février 1882 : Mohammad Charif Pacha
- 4 février 1882 - 26 mai 1882 : Mahmoud Sami el-Baroudi
- juillet 1882 - 13 septembre 1882 : Ahmed Urabi
- 18 juin 1882 - 21 août 1882 : Raghib Pacha
- 21 août 1882 - 7 janvier 1884 : Mohammad Charif Pacha
- 10 janvier 1884 - 9 juin 1888 : Nubar Pacha
- 9 juin 1888 - 12 mai 1891 : Riyad Pacha
- 12 mai 1891 - 15 janvier 1893 : Moustapha Fahmi Pacha
- 15 janvier 1893 - 17 janvier 1893 : Hussein Fahri Pacha
- 17 janvier 1893 - 16 avril 1894 : Riyad Pacha
- 16 avril 1894 - 12 novembre 1895 : Nubar Pacha
- 12 novembre 1895 - 12 novembre 1908 : Moustapha Fahmi Pacha
- 12 novembre 1908 - 21 février 1910 : Boutros Ghali
- 22 février 1910 - 5 avril 1914 : Mohammad Said Pacha
- 5 avril 1914 - 19 décembre 1914 : Hussein Rushdi Pacha

## Sultanat d'Égypte (1914-1922)
- 19 décembre 1914 - 12 avril 1919 : Hussein Rushdi Pacha
- 21 mai 1919 - 19 novembre 1919 : Mohammad Said Pacha
- 19 novembre 1919 - 20 mai 1920 : Youssef Wahba Pacha
- 20 mai 1920 - 16 mars 1921 : Mohammad Tawfiq Nasim Pacha
- 16 mars 1921 - 1er mars 1922 : Adli Yakan Pacha

## Royaume d'Égypte (1922-1953)
- 1er mars 1922 - 30 novembre 1922 : Abdel Khaliq Sarwat Pacha
- 30 novembre 1922 - 15 mars 1923 : Mohammad Tawfiq Nasim Pacha
- 15 mars 1923 - 26 janvier 1924 : Yahya Ibrahim Pasha
- 26 janvier 1924 - 24 novembre 1924 : Saad Zaghloul Pacha
- 24 novembre 1924 - 7 juin 1926 : Ahmad Ziwar Pacha
- 7 juin 1926 - 26 avril 1927 : Adli Yakan Pacha
- 26 avril 1927 - 16 mars 1928 : Abdel Khaliq Sarwat Pacha
- 16 mars 1928 - 27 juin 1928 : Moustapha el-Nahhas Pacha
- 27 juin 1928 - 4 octobre 1929 : Mohammad Mahmoud Pacha
- 4 octobre 1929 - 1er janvier 1930 : Adli Yakan Pacha
- 1er janvier 1930 - 20 juin 1930 : Moustapha el-Nahhas Pacha
- 20 juin 1930 - 22 septembre 1933 : Ismaïl Sidqi Pacha
- 22 septembre 1933 - 15 novembre 1934 : Abdel Fattah Yahya Ibrahim Pacha
- 15 novembre 1934 - 30 janvier 1936 : Mohammad Tawfiq Nasim Pacha
- 30 janvier 1936 - 9 mai 1936 : Ali Mahir Pacha
- 9 mai 1936 - 29 décembre 1937 : Moustapha el-Nahhas Pacha
- 29 décembre 1937 - 18 août 1939 : Mohammad Mahmoud Pacha
- 18 août 1939 - 28 juin 1940 : Ali Mahir Pacha
- 28 juin 1940 - 15 novembre 1940 : Hassan Sabry Pacha
- 15 novembre 1940 - 6 février 1942 : Hussein Sirri Pacha
- 6 février 1942 - 10 octobre 1944 : Moustapha el-Nahhas Pacha
- 10 octobre 1944 - 24 février 1945 : Ahmad Mahir Pacha
- 26 février 1945 - 17 février 1946 : Mahmoud an-Nukrashi Pacha
- 17 février 1946 - 9 décembre 1946 : Ismaïl Sidqi Pacha
- 9 décembre 1946 - 28 décembre 1948 : Mahmoud an-Nukrashi Pacha
- 28 décembre 1948 - 26 juillet 1949 : Ibrahim Abdel Hadi Pacha
- 26 juillet 1949 - 12 janvier 1950 : Hussein Sirri Pacha
- 12 janvier 1950 - 27 janvier 1952 : Moustapha el-Nahhas Pacha
- 27 janvier 1952 - 2 mars 1952 : Ali Mahir Pacha
- 2 mars 1952 - 2 juillet 1952 : Ahmad Najib al-Hilali Pacha
- 2 juillet 1952 - 22 juillet 1952 : Hussein Sirri Pacha
- 22 juillet 1952 - 23 juillet 1952 : Ahmad Najib al-Hilali Pacha
- 23 juillet 1952 - 7 septembre 1952 : Ali Mahir Pacha
- 7 septembre 1952 - 18 juin 1953 : Mohammed Naguib

## République d'Égypte (1953-1958)
| #   | Portrait     | Nom Dates de naissance et de décès | Durée du mandat | Durée du mandat  | Parti                                      |
| --- | ------------ | ---------------------------------- | --------------- | ---------------- | ------------------------------------------ |
| 1   |              | Mohammed Naguib (1901–1984)        | 18 juin 1953    | 25 février 1954  | Militaire / Rassemblement de la libération |
| 2   |              | Gamal Abdel Nasser (1918–1970)     | 25 février 1954 | 8 mars 1954      | Union nationale                            |
| 3   |              | Mohammed Naguib (1901–1984)        | 8 mars 1954     | 18 avril 1954    | Militaire / Rassemblement de la libération |
| 4   |              | Gamal Abdel Nasser (1918–1970)     | 18 avril 1954   | 23 juin 1956     | Union nationale                            |
| (4) | 23 juin 1956 | Gamal Abdel Nasser (1918–1970)     | 22 février 1958 | Union socialiste |                                            |

## République arabe unie (1958-1971)
| #  | Portrait | Nom Dates de naissance et de décès  | Durée du mandat   | Durée du mandat   | Parti                  |
| -- | -------- | ----------------------------------- | ----------------- | ----------------- | ---------------------- |
| 4  |          | Gamal Abdel Nasser (1918–1970)      | 1er février 1958  | 29 septembre 1962 | Union nationale        |
| 5  |          | Ali Sabri (1920–1991)               | 29 septembre 1962 | 3 octobre 1965    | Union socialiste arabe |
| 6  |          | Zakaria Mohieddin (1918–2012)       | 3 octobre 1965    | 10 septembre 1966 | Union socialiste arabe |
| 8  |          | Mohammad Sedki Sulayman (1919–1996) | 10 septembre 1966 | 19 juin 1967      | Union socialiste arabe |
| 9  |          | Gamal Abdel Nasser (1918–1970)      | 19 juin 1967      | 28 septembre 1970 | Union socialiste arabe |
| 10 |          | Mahmoud Fawzi (1900–1981)           | 28 septembre 1970 | 2 septembre 1971  | Union socialiste arabe |

## République arabe d'Égypte (depuis 1971)
| #    | Portrait        | Nom Dates de naissance et de décès     | Durée du mandat   | Durée du mandat   | Parti                           |
| ---- | --------------- | -------------------------------------- | ----------------- | ----------------- | ------------------------------- |
| 10   |                 | Mahmoud Fawzi (1900-1981)              | 2 septembre 1971  | 17 janvier 1972   | Union socialiste arabe          |
| 11   |                 | Aziz Sedki (1920-2008)                 | 17 janvier 1972   | 26 mars 1973      | Union socialiste arabe          |
| 12   |                 | Anouar el-Sadate (1918-1981)           | 26 mars 1973      | 25 septembre 1974 | Union socialiste arabe          |
| 13   |                 | Abdel Aziz Mohammad Hejazi (1923-2014) | 25 septembre 1974 | 16 avril 1975     | Union socialiste arabe          |
| 14   |                 | Mamdouh Salem (1920-2008)              | 16 avril 1975     | 2 octobre 1978    | Union socialiste arabe          |
| 15   |                 | Moustapha Khalil (1920-2008)           | 2 octobre 1978    | 15 mai 1980       | Parti national démocratique     |
| 16   |                 | Anouar el-Sadate (1918-1981)           | 15 mai 1980       | 6 octobre 1981    | Parti national démocratique     |
| 17   |                 | Hosni Moubarak (1928-2020)             | 7 octobre 1981    | 2 janvier 1982    | Parti national démocratique     |
| 18   |                 | Ahmad Fouad Mohieddin (1926-1984)      | 2 janvier 1982    | 5 juin 1984       | Parti national démocratique     |
| —    |                 | Kamal Hassan Ali (1921-1993)           | 5 juin 1984       | 17 juillet 1984   | Parti national démocratique     |
| 19   | 17 juillet 1984 | Kamal Hassan Ali (1921-1993)           | 4 septembre 1985  |                   | Parti national démocratique     |
| 20   |                 | Ali Loutfi Mahmoud (1935-2018)         | 4 septembre 1985  | 10 novembre 1986  | Parti national démocratique     |
| 21   |                 | Atef Sedki (1930-2005)                 | 10 novembre 1986  | 4 janvier 1996    | Parti national démocratique     |
| 22   |                 | Kamal al-Ganzouri (1933-2021)          | 4 janvier 1996    | 5 octobre 1999    | Parti national démocratique     |
| 23   |                 | Atef Ebeid (1932-2014)                 | 5 octobre 1999    | 14 juillet 2004   | Parti national démocratique     |
| 24   |                 | Ahmed Nazif (né en 1952)               | 14 juillet 2004   | 28 janvier 2011   | Parti national démocratique     |
| 25   |                 | Ahmed Chafik (né en 1941)              | 29 janvier 2011   | 3 mars 2011       | Indépendant                     |
| 26   |                 | Essam Charaf (né en 1952)              | 3 mars 2011       | 22 novembre 2011  | Indépendant                     |
| 27   |                 | Kamal al-Ganzouri (né en 1933)         | 24 novembre 2011  | 2 août 2012       | Indépendant                     |
| 28   |                 | Hicham Qandil (né en 1962)             | 2 août 2012       | 8 juillet 2013    | Indépendant                     |
| 29   |                 | Hazem el-Beblawi (né en 1936)          | 9 juillet 2013    | 15 juillet 2013   | Parti social-démocrate égyptien |
| (29) | 15 juillet 2013 | Hazem el-Beblawi (né en 1936)          | 1er mars 2014     | Indépendant       |                                 |
| 30   |                 | Ibrahim Mahlab (né en 1949)            | 1er mars 2014     | Indépendant       | 19 septembre 2015               |
| 31   |                 | Chérif Ismaïl (1955-2023)              | 19 septembre 2015 | Indépendant       | 7 juin 2018                     |
| —    |                 | Mostafa Madbouli (né en 1966)          | 7 juin 2018       | Indépendant       | 14 juin 2018                    |
| 32   | 14 juin 2018    | Mostafa Madbouli (né en 1966)          | en fonctions      | Indépendant       |                                 |